# Научно-гуманитарный комитет

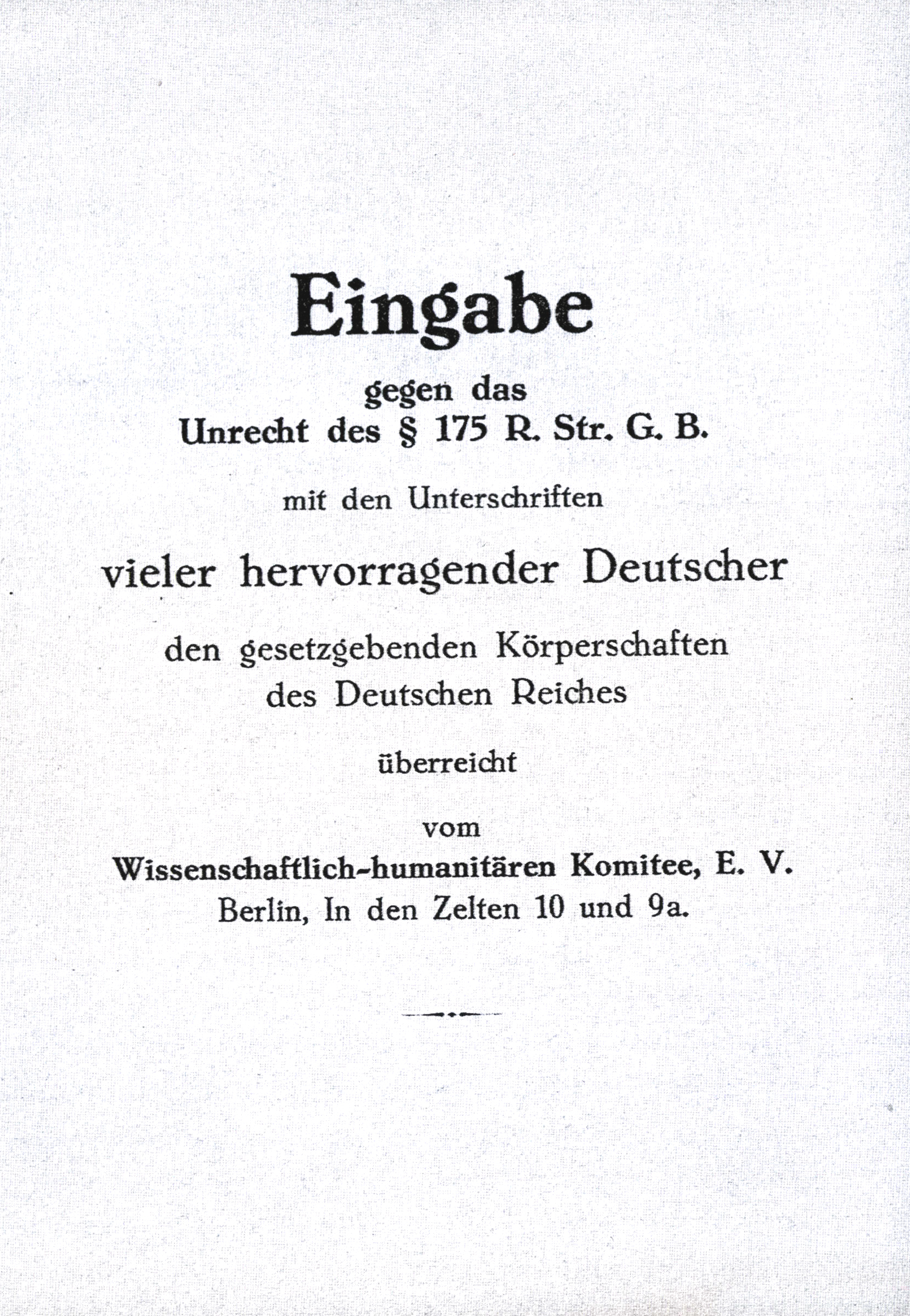
Петиция против § 175 (1926 год).

Научно-гуманитарный комитет (нем. Wissenschaftlich-humanitäres Komitee, сокращённо: WhK) — первая в мировой истории организация в защиту прав сексуальных меньшинств, за отмену уголовного преследования гомосексуальных отношений и проведение образовательных программ среди населения для понимания и принятия общественностью однополой любви. Комитет существовал с 1897 по 1933 год.

## История
Комитет был основан 15 мая 1897 года усилиями Магнуса Хиршфельда, Макса Шпора, Эдуарда Оберга и Франца Йозефа фон Бюлова. Позже в него вошли Адольф Бранд, Бенедикт Фридлендер и Курт Хиллер. В 1929 году Хиллер занял пост председателя группы от Хиршфельда. На пике своего развития комитет имел около 500 членов и филиалы примерно в 25 городах Германии, Австрии и Нидерландов.
Одной из целей Комитета была отмена § 175 Уголовного кодекса Германского рейха. В первый же год своего существования Комитет направил в рейхстаг первую петицию за отмену преследования гомосексуальных контактов. Комитет также оказывал помощь подсудимым в уголовных процессах, проводил публичные лекции и собирал подписи под петицией за отмену § 175. Петиция была подписана большим числом учёных, политиков и деятелей искусства. В 1900 году Комитетом была подана вторая подобная петиция. Третья петиция была подана в 1904 году, но и она была отклонена. В 1907, 1922, 1925 годах она была подана снова, но не имела успеха. В разные годы среди подписантов были Альберт Эйнштейн, Герман Гессе, Томас Манн, Райнер Мария Рильке и Лев Толстой.
В 1901 году один из основателей Комитета, врач и сексолог Магнус Хиршфельд опубликовал предназначенную для широких масс статью «Что должен знать народ о третьем поле» (нем. Was muss das Volk vom Dritten Geschlecht wissen!).
Научно-гуманитарный комитет активно сотрудничал с созданным Хиршфельдом Институтом сексуальных наук, который в частности изучал истоки гомосексуальности. Комитет рассматривал гомосексуальных мужчин как промежуточный «третий пол» между мужчинами и женщинами, проводил изучения гомосексуальности с целью доказать её врождённый характер и тем самым обосновать неправомерность уголовного преследования гомосексуальных мужчин.
В 1933 году с приходом к власти национал-социалистов Комитет был распущен. Хотя в нем никогда не было более 500 членов, он считается важной вехой в движении за права гомосексуалов.

## Публикации
Комитет издавал «Ежегодник промежуточных сексуальных ступеней» (Jahrbuch für sexuelle Zwischenstufen). В нем, наряду с отчетами о деятельности комитета, содержались статьи научного, полемического и литературного характера. Он выходил регулярно с 1899 по 1923 год (иногда ежеквартально) и более эпизодически до 1933 года. Это издание стало первым в мире научным журналом, посвященным сексуальным ступеням.

## Попытки реформирования
В октябре 1949 года Ганс Гизе вместе с Германом Вебером (1882-1955), главой Франкфуртской группы с 1921 по 1933 год, восстановил группу в Кронберге. Курт Хиллер работал с ними недолго, но через несколько месяцев прекратил из-за личных разногласий. Эта группа была распущена в конце 1949 или начале 1950 года и вместо этого было образовано общество по реформе уголовного законодательства в сфере сексуальных преступлений (Gesellschaft für Reform des Sexualstrafrechts), которое просуществовало до 1960 года. В 1962 году в Гамбурге Хиллер, который пережил нацистские концлагеря и продолжал бороться против антигейских репрессий, безуспешно попытался восстановить ВСГ.
В 1998 году была образована новая группа с таким же названием. Выросшая из группы против политика Фолькера Бека на выборах этого года, она похожа только названием и общей тематикой и занимает более радикальные позиции, чем консервативная ЛСВД. В 2001 году журнал группы Gigi получил специальную награду от немецкой ассоциации журналистов- лесбиянок и геев.